# Комарицин, Дмитрий Алексеевич
Дмитрий Алексеевич Комарицин (07.11.1913—17.10.1984) — командир отделения 56-й отдельной гвардейской разведывательной роты (52-я гвардейская стрелковая Рижско-Берлинская орденов Ленина, Суворова и Кутузова дивизия, 12-й гвардейский стрелковый корпус, 3-я ударная армия, 1-й Белорусский фронт), гвардии старший сержант, участник Великой Отечественной войны, кавалер ордена Славы трёх степеней.

## Биография
Родился 7 ноября 1913 года в деревне Нижний Имек ныне Таштыпского района республики Хакасия в семье рабочего. Русский. Окончил 3 класса. Работал на прииске в селе Кизас того же района.
С 1934 по 1936 год проходил действительную воинскую службу в Красной Армии. Повторно призван 18 августа 1941 года. С сентября 1941 года – в действующей армии. Воевал на Северо-Западном, Калининском, 1-м и 2-м Прибалтийских и 1-м Белорусском фронтах. Принимал участие в обороне Ленинграда, Ржевско-Сычевской, Великолукской, Невельской, Витебско-Оршанской, Полоцкой, Мадонской, Рижской, Варшавско-Познанской, Восточно-Померанской и Берлинской наступательных операциях. В боях 5 раз был ранен.
К июлю 1944 года командир отделения разведывательной роты 21-й гвардейской стрелковой дивизии гвардии сержант Д. А. Комарицин имел на своём счету 14 выходов в тыл противника, лично 2 взятых контрольных пленных и до 10 уничтоженных немецких солдат. В ходе Полоцкой наступательной операции 2 июля 1944 года при выполнении очередного боевого задания в районе села Владычино ныне Полоцкого района Витебской области (Белоруссия) он из засады гранатой подбил штабную автомашину противника. У двух убитых офицеров были изъяты важные документы. В дальнейшем при нападении на немецкий обоз Д. А. Комарицин уничтожил 2 немецких солдат. Разведчиками было уничтожено до отделения живой силы врага, захвачен контрольный пленный и 2 повозки. Приказом командира дивизии Д. А. Комарицин был награждён орденом Красной Звезды.
4 сентября 1944 года в районе населённого пункта Каньти ныне Эргльского края (Латвия) Д. А. Комарицин со своим отделением выполнял боевую задачу по выявлению огневых точек противника и захвату контрольного пленного. В ходе боевого столкновения был ранен, но продолжал управлять подчинёнными, обеспечивая выполнение задания. При отходе был вторично ранен тяжело и эвакуирован в госпиталь. Приказом командира 100-го стрелкового корпуса награждён орденом Отечественной войны 1-й степени.
После излечения Д. А. Комарицин продолжил воевать в 56-й отдельной гвардейской разведывательной роте 52-й гвардейской стрелковой дивизии в должности командира отделения. В декабре 1944 года дивизия была передислоцирована в полосу 1-го Белорусского фронта. В ходе Восточно-Померанской наступательной операции на подступах к городу Фрайенвальде (ныне Хоцивель Старгардского повята Западно-Поморского воеводства, Польша) 6 марта 1945 года разведывательная группа во главе с Д. А. Комарициным уничтожила 3 огневые точки и до 40 немецких солдат, захватила 5 пленных. Лично Д. А. Комарицин уничтожил 8 солдат противника. Своими действиями разведчики обеспечили успешное продвижение стрелковых подразделений к центру города.
Приказом командира 52-й гвардейской стрелковой дивизии гвардии генерал-майора Козина Н. Д. 19 марта 1945 года гвардии старший сержант Комарицин Дмитрий Алексеевич награждён орденом Славы 3-й степени.
Во главе разведывательной группы выполнял боевую задачу по захвату контрольного пленного на подступах к реке Одер западнее города Цеден (ныне Цедыня Грыфинского повята Западно-Поморского воеводства, Польша). Руководил группой захвата 2 марта 1945 года восточнее населённого пункта Лунов (Польша), где разведчики уничтожили свыше 20 автоматчиков. Затем на подручных средствах, под сильным огнём противника, форсировал реку Одер и группа закрепилась до подхода подразделений на территории Германии. 4 марта 1945 года в схватке с врагом разведчики захватили 2 солдат. При выполнении боевого задания группа потерь не имела. Командиром роты Д. А. Комарицин был представлен к награждению орденом Красного Знамени.
Приказом командующего 3-й ударной армией от 17 апреля 1945 года гвардии старший сержант Комарицин Дмитрий Алексеевич награждён орденом Славы 2-й степени.
В ходе Берлинской наступательной операции уверенно командовал подчинёнными, выполняя задачи по разведке противника и путей продвижения стрелковых частей. 26 апреля 1945 года в уличных боях в Берлине его отделение уничтожило более 20 немецких солдат.
Указом Президиума Верховного Совета СССР от 15 мая 1946 года за образцовое выполнение боевых заданий командования в боях с немецко-фашистскими захватчиками на завершающем этапе Великой Отечественной войны гвардии старший сержант Комарицин Дмитрий Алексеевич награждён орденом Славы 1-й степени.
Пятое ранение получил 7 мая 1945 года в перестрелке на улице Берлина. Из госпиталя в Москве он вышел только 26 октября 1945 года. После излечения в октябре 1945 года демобилизован. Жил в селе Сут-Холь (ныне Суг-Аксы Сут-Хольского кожууна республики Тыва). Работал директором интерната, затем на животноводческой ферме в совхозе «Победа». В начале 1960-х годов переехал в город Кызыл – столицу Тувинской АССР. Работал в автодорожном техникуме. Активно работал в совете ветеранов Великой Отечественной войны.
Умер 17 октября 1984 года. Похоронен в городе Кызыле Тувинской АССР.

## Награды
- Орден Отечественной войны I степени (18.09.1944)[5]
- Орден Красной Звезды (27.07.1944)[6]
- Полный кавалер ордена Славы:
  - орден Славы I степени (15.05.1946)[7];
  - орден Славы II степени (17.04.1945)[8];
  - орден Славы III степени (19.03.1945)[9];
- медали, в том числе:
  - «За оборону Ленинграда» (27.6.1944);
  - «В ознаменование 100-летия со дня рождения Владимира Ильича Ленина» (6 апреля 1970)
  - «За победу над Германией в Великой Отечественной войне 1941—1945 гг.» (9 мая 1945[10])[11];
  - «За взятие Берлина» (9.6.1945);
  - «За освобождение Варшавы» (9.06.1945);
  - «20 лет Победы в Великой Отечественной войне 1941—1945 гг.» (7 мая 1965[12])
  - «30 лет Победы в Великой Отечественной войне 1941—1945 гг.»[13]
  - Юбилейная медаль «50 лет Победы в Великой Отечественной войне 1941—1945 гг.»[14]
  - «30 лет Советской Армии и Флота»[15]
  - «40 лет Вооружённых Сил СССР»[16]

- - «50 лет Вооружённых Сил СССР» (26 декабря 1967[17])
- Знак «25 лет победы в Великой Отечественной войне» (1970)

.

## Память
- На могиле установлен надгробный памятник.
- Его имя увековечено в Главном Храме Вооружённых сил России, и навсегда запечатлено на мемориале «Дорога памяти»[18].
- Имя полного кавалера ордена Славы Дмитрия Алексеевича Комарицына высечено на одной из стел в Аллее Героев в парке Победы столицы Хакасии[19].
- Имя Д. А. Комарицына присвоено улице села Таштып.
- В деревне Нижний Имек на здании Сельского дома культуры расположена мемориальная доска Комарицыну Дмитрию Алексеевичу.